# Příkopy (hrad)
Příkopy (též Starý Rýzmberk) je zaniklý hrad severovýchodně od vesnice Podzámčí v okrese Domažlice. Stával na ostrožně na severním úbočí vrchu Kravař v nadmořské výšce asi 650 metrů. Pozůstatky hradu jsou chráněny jako kulturní památka.
Z hradu se dochovaly pouze výrazné zbytky zemního opevnění v podobě valů a příkopů. Podle starších výzkumů na jeho místě stávalo raně středověké hradiště, ale svým charakterem odpovídají zbytky hradům přechodného typu. Existuje také hypotéza, že se jedná o předchůdce sousedního drslavického hradu Rýzmberka. V tom případě by se jednalo jeden z nejstarších šlechtických hradů v Čechách.

## Historie
K zaniklému hradu se nevztahují žádné písemné prameny. Rudolf Turek na lokalitě provedl v roce 1959 archeologický průzkum a na základě nalezených střepů datoval vznik opevnění do jedenáctého století. Hradiště podle něj existovalo jen krátce v době bojů mezi knížetem Břetislavem I. a Jindřichem III. a bývá považováno za jedno z míst, kde mohlo proběhnout střetnutí označované jako bitva u Brůdku. Během pozdějších výzkumů byla nalezena keramika z první poloviny třináctého století.

## Stavební podoba

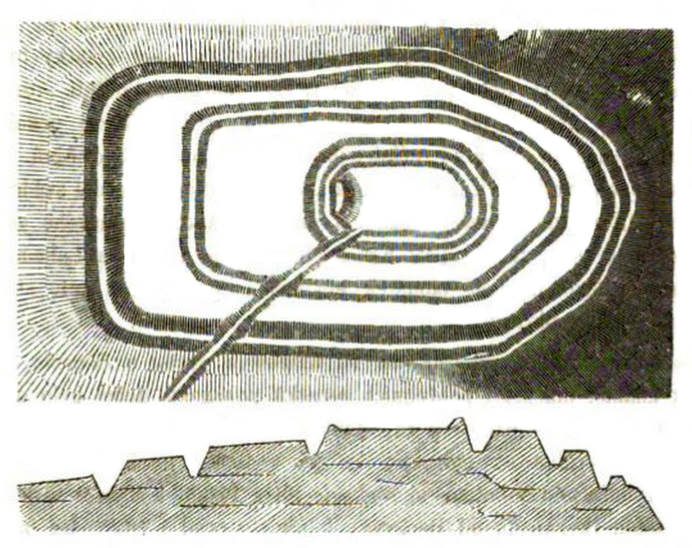
Plán hradu Jana Erazima Vocela publikovaný v roce 1868

Staveniště s pětibokým půdorysem obklopuje dvojitý val a příkop. Uvnitř se v jižní části nachází předhradí a severně od něj hradní jádro obehnané dalším valem a příkopem. Rozměry jádra jsou 38 × 22 m. Nacházejí se v něm terénní stopy po zaniklé zástavbě. Na západní a jižní straně ho navíc lemuje valovitý pozůstatek opevnění.

## Přístup
Zbytky hradu jsou volně přístupné a přímo přes ně vede červeně značená turistická trasa z Domažlic do Klatov.

## Galerie

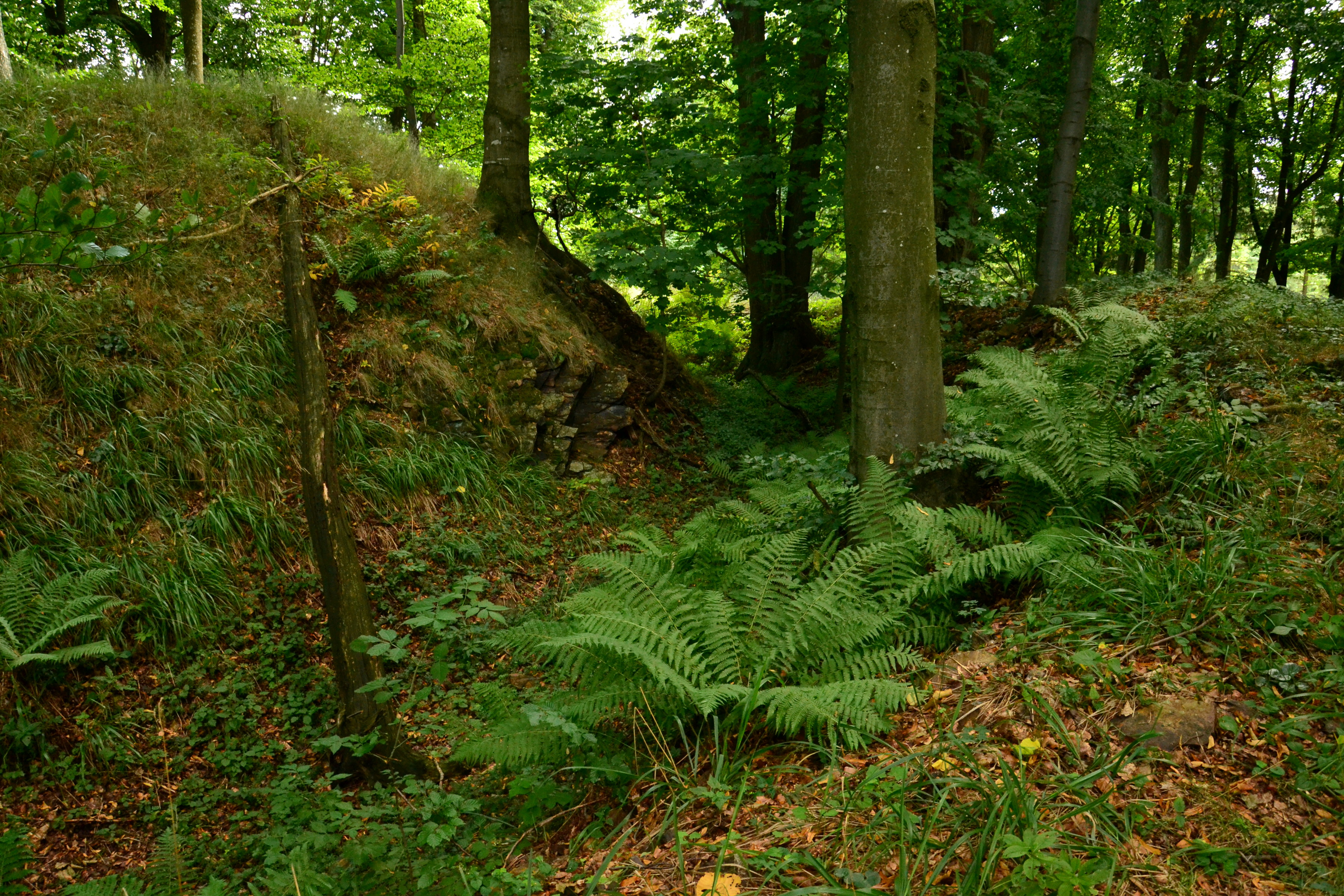
Opevnění
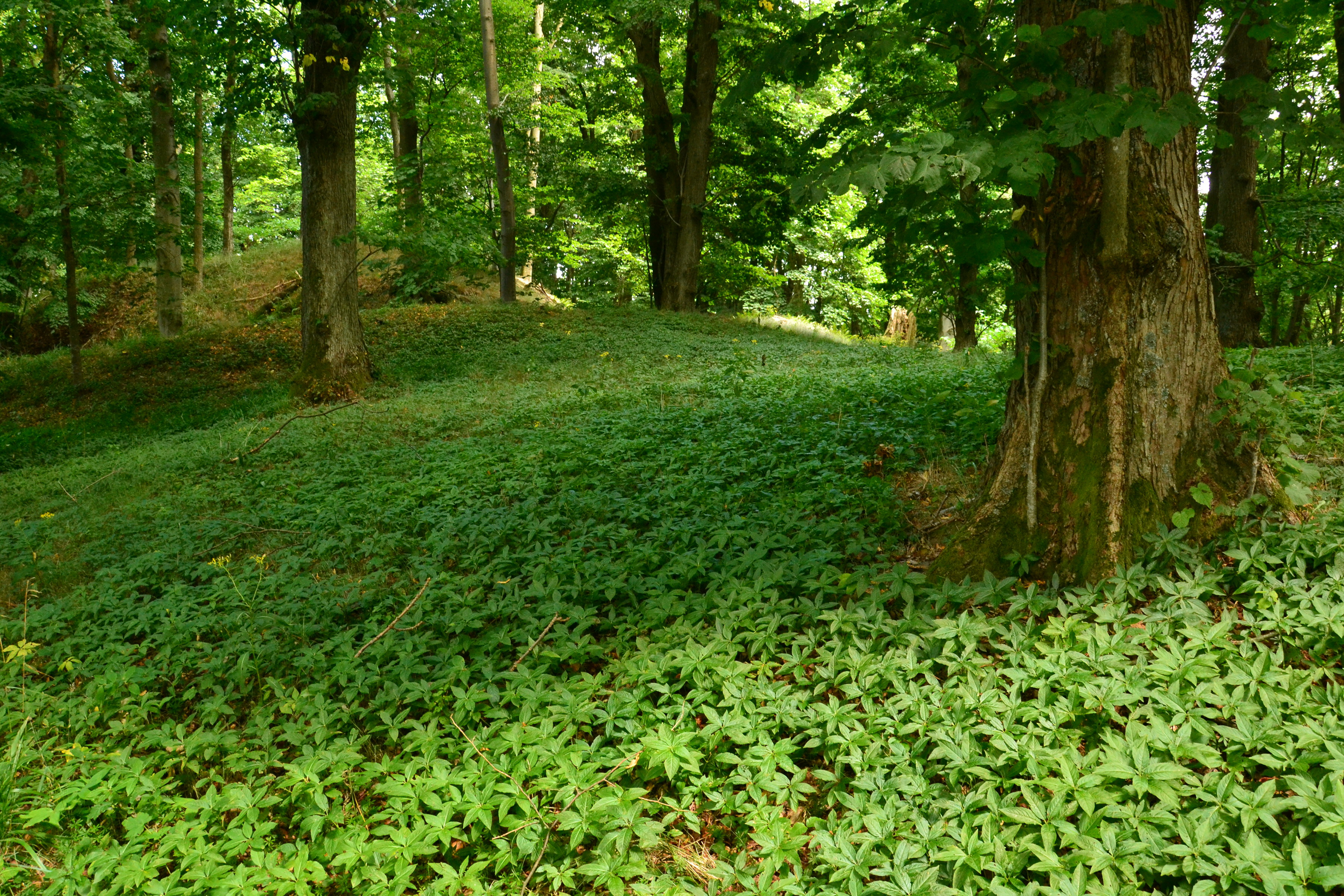
Předhradí